# ドゥペルデュサン・モノコック・レーサー

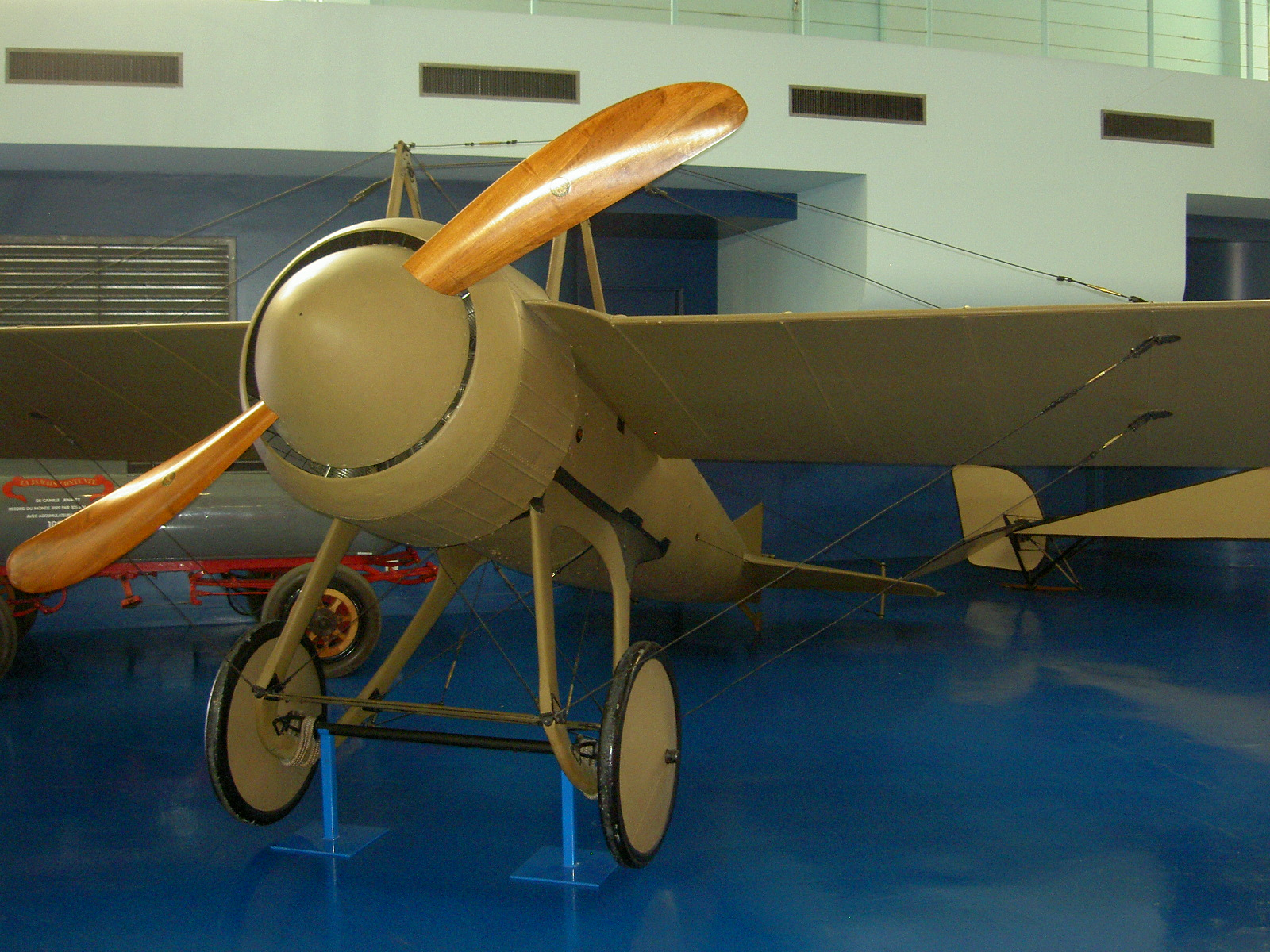
ドゥペルデュサン・モノコック・レーサー

ドゥペルデュサン・モノコック・レーサーは1910年代に製作されたフランスの航空機である。アルマン・ドゥペルデュサンのもとで、ルイ・ペシュローが設計した。時速200kmを越えた最初の航空機であり、第1回のシュナイダー・トロフィー・レースに優勝し、いくつかの世界記録を樹立した。
機体は中翼単葉で、当時としては先進的な設計で、軽量な構造と優れた空力性能を得ていた。ペシュローの設計による木製モノコック構造の胴体が特徴である。160馬力のノームのロータリーエンジンを装備した。
おもな飛行記録は以下のとおりである。
- 1912年：記録174km/hでゴードン・ベネット・カップに優勝。
- 1913年4月：モーリス・プレヴォの操縦によりモナコで行われた第1回シュナイダー・トロフィー・レースで平均速度73.63km/hで優勝。
- 1913年9月13日：モーリス・プレヴォの操縦によりゴードン・ベネット・カップで200km/hの記録で優勝。この時最高速度210 km/hの世界記録を樹立した。